# Rio Dosu Cioclovinei
O Rio Dosu Cioclovinei é um rio da Romênia, afluente do Tismana, localizado no distrito de Gorj.